# Palinur (mitologia)
|  | Aquest article tracta sobre el personatge mitològic Palinur. Vegeu-ne altres significats a «Palinur». |

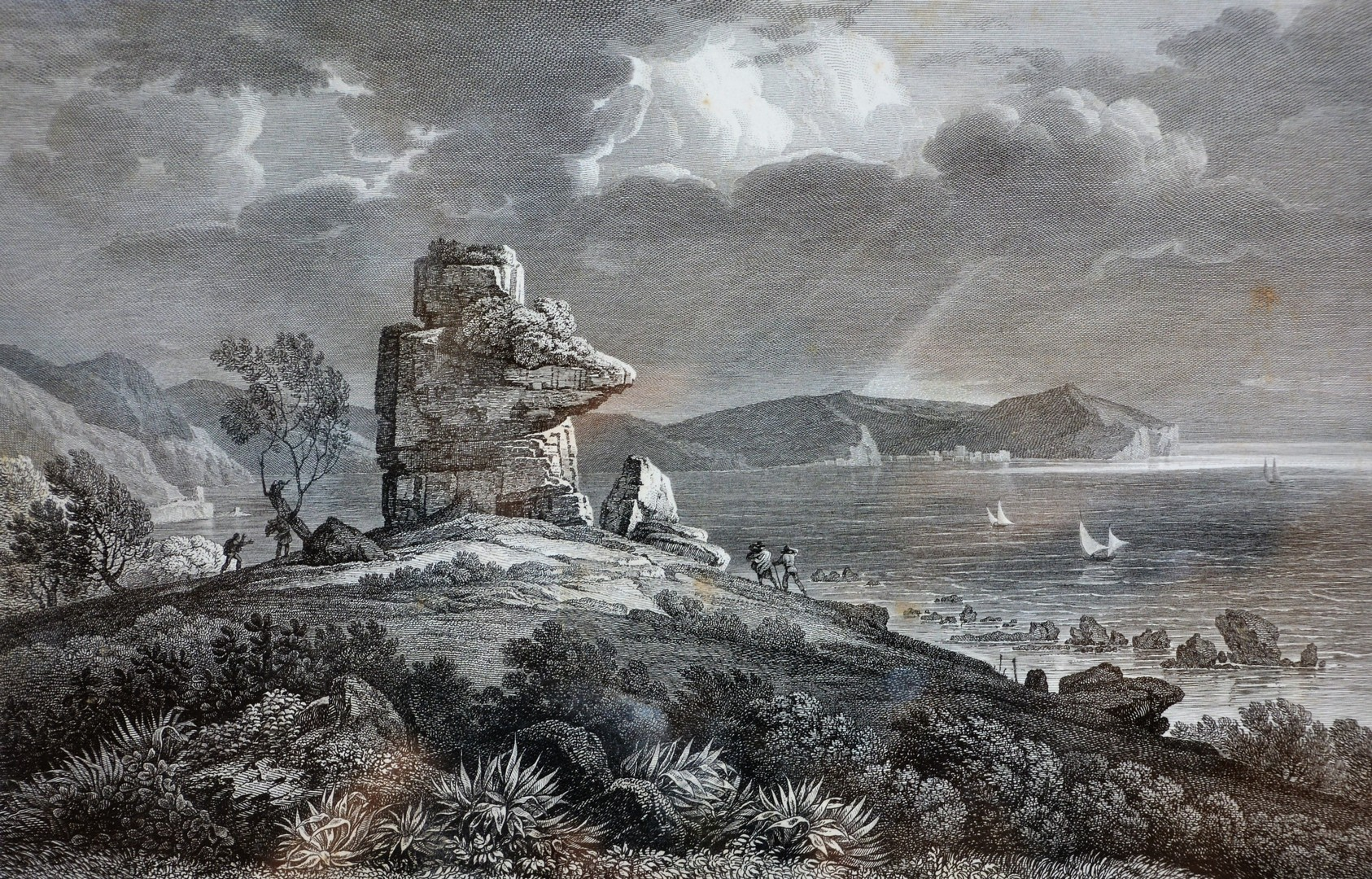
Cenotafi de Palinur, gravat de Wilhelm Gmelin (1760 - 1820)

Palinur o Palinurus, en mitologia romana, va ser el timoner del vaixell de l'heroi troià Eneas, que diuen les llegendes que fundaria Roma.
Explica Virgili a L'Eneida que per protegir Eneas i els seus durant el viatge per mar, la mare d'Eneas, la deessa Venus, acordà amb Neptú un sacrifici humà; a canvi Neptú garantia que els troians arribarien sans i estalvis al Laci. Aquest sacrifici va ser executat de manera que Somnus fa que Palinur s'adormi i caigui per la borda. Abandonat, arriba a les costes de Lucània, al sud d'Itàlia, on mor a mans de la tribu nativa dels lucans.
Quan més endavant Eneas viatja al món dels morts de la mà de la Sibil·la de Cumas, es troba amb l'esperit de Palinur que, com que no ha estat enterrat, resta sense descans. Palinur li demana que l'ajudi a sortir d'allà, a passar a l'altra riba del riu, però tot i que no li és permès, la Sibil·la li comunica que serà enterrat com cal i que serà recordat. La llegenda diu que va ser enterrat en un lloc de l'actual Cap Palinur.
Palinur és citat a l'obra de Thomas More Utopia com a exemple d'un viatger distret.